# 下纳瓦拉
下纳瓦拉（法語：Basse-Navarre，[bɑs navaʁ]）是法国大西洋比利牛斯省的一个历史地区，是历史上納瓦拉王國的北部地区，与上纳瓦拉（今属于西班牙）相对，也是巴斯克地區的一部分。下纳瓦拉在1512年被阿拉貢人征服之前一直是纳瓦拉王国的一部分。然而1515年，征服者放弃了对龙塞斯瓦列斯山口以北的控制，因此下纳瓦拉回到了其君主胡安三世的手中，他保留了纳瓦拉国王的称号。1589年，胡安三世的曾外孫纳瓦拉的亨利三世登上法国王位，成为法王亨利四世，比利牛斯山以北的纳瓦拉王国从此与法兰西王国联系在一起，波旁王朝的君主们自称为“法兰西和纳瓦拉的国王”（Roi de France et de Navarre）。1789年8月4日，国民制宪议会废除了封建特权，下纳瓦拉不再是一个“王国”，而是成为下比利牛斯省（后更名为“大西洋比利牛斯省”）的一部分。